# Гай Юлий Калист
Гай Юлий Калист (на латински: Gaius Iulius Callistus; fl. 1 век) е влиятелен освободен роб по времето на императорите Калигула и Клавдий.
Калист е роден като роб в домакинството на Калигула и освободен. Дъщеря му Нимфидия е любовницата на Калигула. Той е дядо на Нимфидий Сабин, който по-късно се представя като син на император Калигула.
Още по времето на Калигула той има голямо влияние. Въпреки това той участва два пъти в заговор против императора. По времето на Клавдий той получава много силната позиция на a libellis, което му помага да направи големи връзки с влиятелните и да натрупа голямо богатство. Според Плиний той си строи трапезарна зала с 30 мраморни колони от оникс.
При отстраняването на Месалина през 48 г. той се държи настрани. Предлага на Клавдий за съпруга Лолия Павлина, но той избира племенницата си Агрипина Младша. Запазва влиянието си при императора заедно с Нарцис и Палас, понеже има директен вход към него. Писателят Скрибоний Ларг му посвещава произведение, което Калист дава на Клавдий. Вероятно умира преди Клавдий (който умира на 13 октомври 54 г.).